# Still Not Getting Any…
Still Not Getting Any... – płyta kanadyjskiego zespołu Simple Plan, która ukazała się w 2004.

## Lista utworów
1. "Shut Up!" – 3:03
2. "Welcome to My Life" – 3:22
3. "Perfect World" – 3:53
4. "Thank You" – 2:55
5. "Me Against the World" – 3:14
6. "Crazy"  – 3:38
7. "Jump" – 3:11
8. "Everytime" – 4:03
9. "Promise" – 3:34
10. "One" – 3:22
11. "Untitled (How Could This Happen to Me?)" – 4:00
12. "Perfect" (Live, Australian and Japanese Bonus Track) - 6:23